# Bisdom Bondoukou

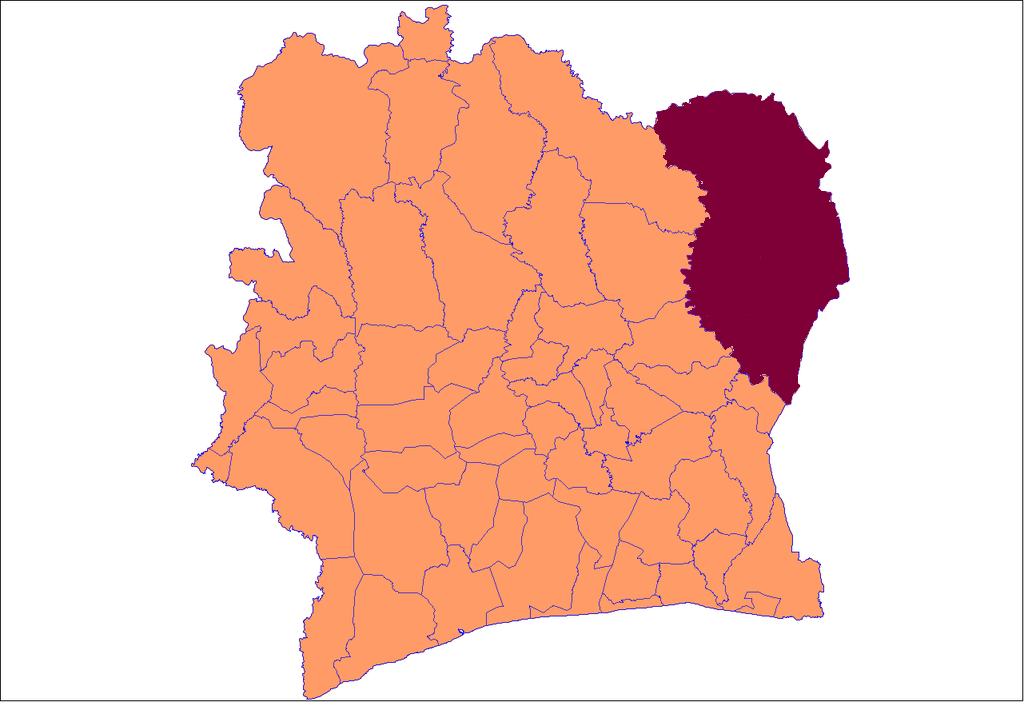
Het bisdom komt overeen met het district Zanzan

Het bisdom Bondoukou (Latijn: Dioecesis Bondukuensis) is een rooms-katholiek bisdom met als zetel Bondoukou in  Ivoorkust. Het is een suffragaan bisdom van het aartsbisdom Bouaké. Het bisdom werd opgericht in 1987.
In 2018 telde het aartsbisdom 24 parochies. Het heeft een oppervlakte van 38.000 km² en telde in 2020 943.000 inwoners waarvan 14,4% rooms-katholiek was. 

## Bisschoppen
- Alexandre Kouassi (1987-1994)
- Félix Kouadjo (1996-2012)
- Bruno Essoh Yedoh (2019-)